# Aciduria glutárica tipo I
La aciduria glutárica tipo I es una enfermedad metabólica hereditaria rara y generalmente mortal, causada por la deficiencia de la enzima Glutaril-CoA deshidrogenasa que se transmite por un patrón autosómico recesivo y cuyo gen responsable se localiza en el brazo corto del cromosoma 19.

## Causas
Se produce por falta de la enzima glutaril-CoA deshidrogenasa, que se encarga de degradar el ácido glutárico (que a su vez viene de los aminoácidos, y estos de las proteínas). Cuando no hay suficiente, este ácido se acumula de manera tóxica en la sangre.

## Síntomas

La Aciduria glutárica tipo I se transmite con un patrón autosómico recesivo

Hasta los dos años de edad pueden no aparecer síntomas, y en algunos enfermos nunca se presentan, o son muy leves, pese a tener la enfermedad.
Los posibles síntomas son:
discinesia (dificultad para los movimientos)
distonía (poco tono muscular, por causa de que se aprovechan peor las proteínas)
Coreoatetosis (contracciones musculares involuntarias de dedos y manos, similares a bailar o tocar el piano). 
Puede haber retraso mental como causa de lo anterior
Crisis metabólicas con vómitos, cetosis, convulsiones y coma.
hepatomegalia (crecimiento anormal del hígado)
hiperamonemia (nivel elevado y tóxico del amoníaco en la sangre) 
También se puede producir una elevación de las transaminasas

## Tratamiento
No hay tratamiento curativo específico, pero existen algunos casos en los que un tratamiento con dieta pobre en proteínas y tratamiento farmacológico consigue notable mejoría clínica. Esto se debe a que al ingerir menos proteínas se produce menos ácido glutárico. Un medicamento que puede ser recomendado es la riboflavina, que ayuda a sintetizar las proteínas y a reducir el ácido glutárico. El uso de la fisioterapia en conjunto con el tratamiento farmacológico y la dieta, combate la discinecia y la distonia de forma muy eficaz.

## Expectativas
Con tratamiento temprano y adecuado durante toda la vida, los niños pueden llevar una vida normal y saludable.
Si hay complicaciones, alguna de las crisis metabólicas puede llevar a la muerte.